# Geranilgeranil pirofosfato
Il geranilgeranil pirofosfato (GGPP) è un intermedio della via metabolica dell'acido mevalonico, utilizzata dagli organismi viventi nella biosintesi dei terpeni, terpenoidi e steroli. Nelle piante è anche un precursore dei carotenoidi, gibberelline, tocoferoli e clorofille.